# Замок Коппінгерс Корт
Замок Коппінгерс Корт (англ. Coppingers Court) — замок Ірландії, розташований в графстві Корк, у долині Балліверін, на захід від Росскарбері. Нині замок лежить в руїнах.
Замок є укріпленим чотириповерховим будинком, що був збудований в 1616 році. Руїни замку стоять на приватній території за 0,8 км від моря. Замок побудував сер Волтер Коппінгер. Замок, за планом, чотирикутний, є два крила: на сході й заході.

## Історія
Сер Волтер Коппінгер купив землі долини Балліверін у колишнього власника — ірландського ватажка і вождя клану, Фініна О'Дрісколла. На цих землях він збудував свою резиденцію. Спочатку, замок мав назву — Балліверін (англ. Ballyverine Castle).
Волтер планував збудувати навколо замку — торгове місто й ринок. Як торговий шлях планувалось використати річку Роврі.
Сер Волтер Коппінгер помер в 1639 році й був похований в Церкві Христа, що стоїть в графстві Корк. Його плани так і не були реалізовані. У 1641 році спалахнуло повстання за незалежність Ірландії, замок став ареною боїв, був сильно пошкоджений і потім — спалений.
Волтер Коппінгер мав багато синів, але не дивлячись на це, його маєтки та землі успадкували не вони, а його брат Домінік. Сини Волтера не змогли повернути собі спадок. Потім ці землі, в 1698 році, придбав Томас Бігер. Потім ці землі успадкував Генрі Бігер. Далі, ці землі здавалися в оренду місцевим фермерам. Замок не згадується під час перепису нерухомості Ірландії, що була здійснена в середині ХІХ століття Гріффітом, коли ці землі й руїни замку були частиною маєтку Карбері.

## Опис
Коппінгерс Корт був побудований в єлизаветському стилі, який був популярний в Ірландії в XVII столітті. До цього, замки будували баштового типу в норманському стилі. На початку XVII сторіччя аристократія хотіла жити в комфортніших й краще освітлених будинках, а ніж баштах, але необхідність жити в фортеці лишалася. Під час повстання 1641 року й подальшої Війни Трьох Королівств більшість цих укріплених будинків легко захоплювалась під час бойових зіткнень і знищувалась вогнем. Такі укріплені особняки після цієї війни вже не будували. У свій час Коппінгерс Корт був одним із найкращих прикладів укріплених особняків. Про такі укріплені будинки казали, що в них «є димар на кожен місяць, двері на кожен тиждень, вікно на кожен день року».